# Lollipop (Param Pam Pam)
«Lollipop (Param Pam Pam)» es el sencillo debut de la cantante rumana Alexandra Stan para su álbum de estudio debut, Saxobeats (2011). La pista fue escrita por Marcel Prodan y Andrei Nemirschi, mientras que la producción fue manejada exclusivamente por Prodan. El sencillo se lanzó en Rumania a finales de 2009. Luego del éxito internacional del segundo sencillo de Stan «Mr. Saxobeat» (2010) , «Lollipop (Param Pam Pam)» se estrenó en otros países en 2011. El video musical de la canción presenta a la cantante y otras chicas bailando frente a un fondo púrpura; escenas intercaladas muestran a Stan lamiendo una piruleta. La propia artista describió a la canción como «amigable para los clubes» junto con «letras divertidas», mientras que los críticos de música la elogiaron por ser una «pista de pop pegadiza» y una «sensación de club». Con elementos del sencillo de Fergie «Fergalicious» (2006), «Lollipop (Param Pam Pam)» alcanzó la posición número 18 en el Top 100 de Rumania.

## Antecedentes, composición y recepción
En su adolescencia, Stan participó en varios concursos relacionados con la música, incluyendo el Festival de Música Mamaia en 2009. Ese mismo año, fue descubierta por los productores Marcel Prodan y Andrei Nemirschi en un bar de karaoke. Le ofrecieron un contrato de grabación con su propio sello, Maan Records, y la cantante lanzó un sencillo promocional, «Show Me The Way». Durante una de las presentaciones televisadas de Stan en el programa rumano Acces Direct, explicó que «Lollipop (Param Pam Pam)» fue creado «solo por diversión» después de asistir a un club nocturno. Cuando fue entrevistada por Urban.ro durante el lanzamiento de Saxobeats, Stan confesó que esperaba reacciones tanto positivas como negativas hacia la canción, diciendo además que estaba planeada para enfatizar más su imagen que sus habilidades vocales.
La pista contiene elementos del sencillo «Fergalicious» (2006) de la cantante estadounidense Fergie. Mientras que Stan comentaba que la canción es «amigable para los clubes» acompañada por «letras divertidas», la revista alemana Klatsch Tratsch la llamó una «pista de pop pegadiza». Celeste Rhoads, quien escribió para AllMusic, elogió a «Lollipop (Param Pam Pam)» durante su reseña de Saxobeats, llamándola una «sensación de club» junto con los sencillos «Mr. Saxobeat» y «Get Back (ASAP)». Mike Schiller de PopMatters describió la producción como «genérica» y sus letras como «toscas», mientras deseaba «haberla olvidado por completo».

## Impacto y promoción
La canción alcanzó el puesto número 18 en el Top 100 de Rumania, debido a que fue transmitida en gran medida para las estaciones de radio del país. También generó impacto en las estaciones de radio de los Estados Unidos a principios de 2010. Mientras tanto, el video musical de «Lollipop (Param Pam Pam)» obtuvo 25 millones de vistas en YouTube tras su lanzamiento. Poco después, varias discográficas del Reino Unido, Irlanda, Canadá, República Checa, Rusia, Italia, Francia, Israel y los Estados Unidos solicitaron una licencia para lanzar la canción a través de sus medios. Para promover el sencillo, Stan se presentó en varios shows de TV nativos, embarcándose además en una gira por Rumania. La cantante interpretó la canción en el evento Après Ski Hits 2012 en Alemania, y durante varios conciertos para promover su álbum Saxobeats.
Un video musical de bajo presupuesto para «Lollipop (Param Pam Pam)» fue filmado por Andrei Nemirschi en un restaurante, y subido al canal oficial de la discográfica Maan en YouTube el 22 de diciembre de 2009. El videoclip muestra a Stan y unas bailarinas actuando frente a un fondo púrpura. Comienza con la artista preguntándose qué dulces le gustan más, con las palabras «candy», «chocolate» y «ice cream»—en español: caramelo, chocolate y helado—apareciendo en pantalla. Luego, otras chicas aparecen vistiendo ropa interior blanca; una de ellas se presenta con un saxofón. A continuación, se muestra a Stan inflando un globo con chicle y, después de bailar aún más al ritmo de la canción, el video termina con la frase «param pam pam» antes que la pantalla se oscurezca. Las escenas intercaladas retratan a Stan lamiendo una piruleta. El videoclip no fue bien recibido por el público, mientras que la estación de radio española Los 40 Principales lo llamó «uno de los mejores videos de Stan».

## Formatos
- Descarga digital[16]

1. «Lollipop (Param Pam Pam)» [Radio Edit] − 3:55
2. «Lollipop (Param Pam Pam)» [Club Edit] − 4:12

## Personal
Créditos adaptados de las notas de Saxobeats y The Collection.
Créditos
- La pista contiene elementos de la canción de Fergie «Fergalicious» (2006).

Estudios
- Grabado en Maan Studio

Personal
- Alexandra Stan – voz principal
- Marcel Prodan – compositor, productor
- Andrei Nemirschi – compositor, fotógrafo, director

## Posicionamiento en listas
| Rumania | Romanian Top 100 | 18 |

## Lanzamiento

### Proceso
«Lollipop (Param Pam Pam)» se estrenó en Rumania a finales de 2009, ingresando en el Top 100 al año siguiente. Luego del éxito internacional de su segundo sencillo «Mr. Saxobeat» (2011), se lanzó en varios países en 2011. En Alemania, el sencillo se estrenó en formato digital el 9 de septiembre de 2011 a través de Prime Music, dentro del periodo de lanzamiento de su álbum principal, Saxobeats (2011).

### Historial
| Región   | Fecha                   | Formato          | Discográfica |
| -------- | ----------------------- | ---------------- | ------------ |
| Rumania  | a finales de 2009       | Descarga digital | Ninguna      |
| Mundo    | 2011                    | Descarga digital | Ultra        |
| Alemania | 9 de septiembre de 2011 | Descarga digital | Prime        |